# Senator voor het leven (Burundi)
In Burundi wordt het ambt senator voor het leven toegekend aan voormalig staatshoofden. Zij zijn hiermee voor de rest van hun leven lid van de Senaat, die anno 2011 in totaal uit 41 leden bestaat. Op dit moment zijn de voormalige presidenten Sylvestre Ntibantunganya, Pierre Buyoya, en Domitien Ndayizeye senator voor het leven. Hiermee maken de senatoren voor het leven (4) ongeveer 10% uit van de totale senaat.